# Alfred de Altijdkwade
Alfred de Altijdkwade (Engels: Ethelred the Ever-Ready) is een personage uit de Harry Potterboeken van de Britse schrijfster J.K. Rowling. Van hem wordt gezegd dat hij in de Middeleeuwen leefde en erom bekendstond altijd snel kwaad te worden. Hij staat afgebeeld op een van de vele Chocokikkerplaatjes. Alfred stierf in een gevangenis.
De naam van het personage lijkt erg veel op die van Ethelred II, oftewel 'The Unready', een koning van Engeland die erom bekendstond dat hij telkens probeerde om zijn problemen af te kopen in plaats van deze met agressie op te lossen.